# Izabelin (gmina)
Izabelin – gmina wiejska w województwie mazowieckim, w powiecie warszawskim zachodnim. W latach 1994–1998 gmina położona była w województwie warszawskim. Gmina powstała 30 grudnia 1994 z podziału gminy Stare Babice.
Siedziba gminy to Izabelin C.
Według danych z Narodowego Spisu Powszechnego 2011 gminę zamieszkiwało 10219 osób. Natomiast według danych z 31 grudnia 2023 roku gminę zamieszkiwało 10805 osób.
Na terenie gminy znajduje się prywatne lądowisko Mościska K-EX.

## Położenie
Gmina Izabelin jest położona w województwie mazowieckim, w powiecie warszawskim zachodnim. Zajmuje obszar o powierzchni 64,98 km², z czego dużą większość stanowią użytki leśne. Izabelin jest znany przede wszystkim z bliskości Kampinoskiego Parku Narodowego.
Gmina graniczy od północy z gminą Czosnów i gminą Łomianki, od wschodu z Warszawą, od południa z gminą Stare Babice, od zachodu z: gminą Leszno.
Gmina znajduje się około 17 kilometrów od centrum Warszawy.

## Struktura powierzchni
Według danych z roku 2002 gmina Izabelin ma obszar 64,98 km², w tym:
- użytki rolne: 8%
- użytki leśne: 91%

Gmina stanowi 12,19% powierzchni powiatu.

## Demografia
Dane z 31 grudnia 2023:
| Opis                              | Ogółem | Ogółem | Kobiety | Kobiety | Mężczyźni | Mężczyźni |
| --------------------------------- | ------ | ------ | ------- | ------- | --------- | --------- |
| Jednostka                         | osób   | %      | osób    | %       | osób      | %         |
| Populacja                         | 10 805 | 100    | 5 616   | 52,0    | 5 189     | 48,0      |
| Gęstość zaludnienia [mieszk./km²] | 166,2  | 166,2  | 86,4    | 86,4    | 79,8      | 79,8      |

Najludniejsze wsie gminy (dane z 2021 roku)

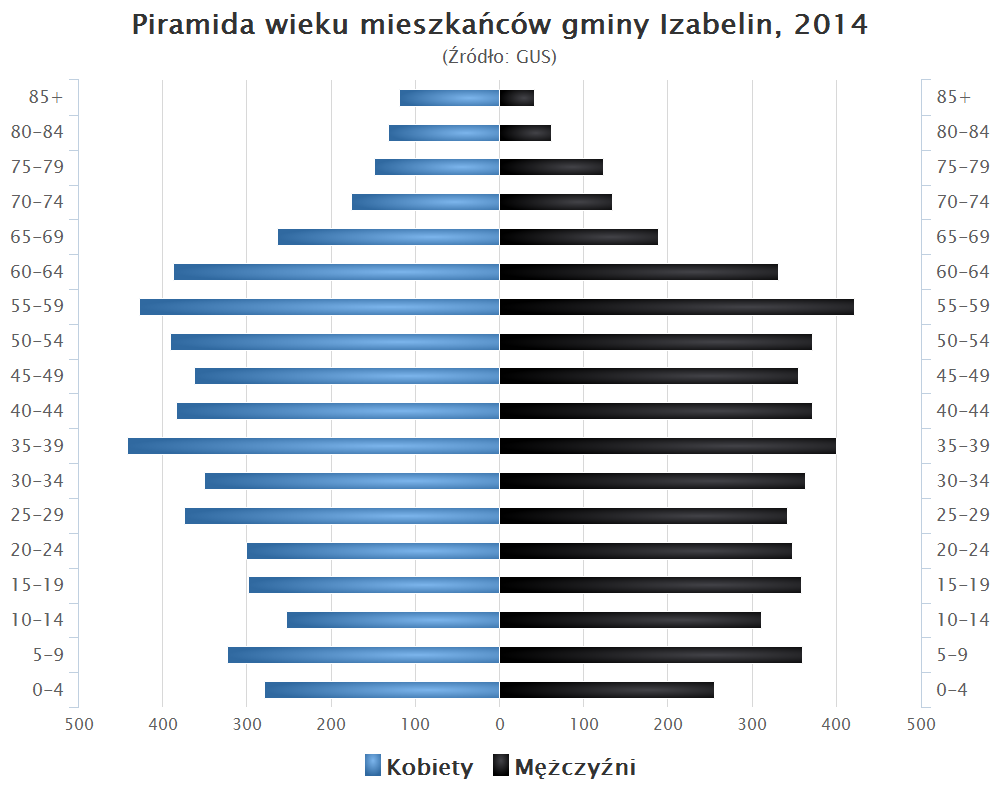
Piramida wieku mieszkańców gminy Izabelin w 2014 roku

| Miejscowość | Liczba ludności |
| ----------- | --------------- |
| Izabelin C  | 2 812           |
| Hornówek    | 2 108           |
| Laski       | 1 910           |
| Truskaw     | 1 878           |
| Izabelin B  | 1 154           |
| Mościska    | 583             |
| Sieraków    | 292             |

## Transport publiczny
Gmina Izabelin w całości znajduje się w I strefie biletowej.
Na terenie gminy Izabelin kursują linie lokalne, zwykłe oraz nocne organizowane przez ZTM w Warszawie:
210 – Truskaw / Sieraków − Metro Młociny (z wybranymi kursami przez Hornówek w obie strony),
98 – Sieraków − Izabelin B,
97 – Dziekanów Leśny − Pruszków,
N58 – Truskaw − Metro Młociny.

## Współpraca międzynarodowa
Miasta i gminy partnerskie:
| Miasto          | Kraj     | Data podpisania umowy |
| --------------- | -------- | --------------------- |
| Borken (Hessen) | Niemcy   | 2001                  |
| Gmina Méru      | Francja  | 5 czerwca 2010        |
| Mickuny         | Litwa    |                       |
| Dołni Cziflik   | Bułgaria |                       |

## Sołectwa
Truskaw, Laski, Izabelin B, Sieraków, Izabelin C, Hornówek, Mościska.
Miejscowość bez statusu sołectwa: Izabelin (osada leśna).

## Sąsiednie gminy
Czosnów, Leszno, Łomianki, Stare Babice, m.st. Warszawa